# Paul Rivet
Paul Rivet (ur. 7 maja 1876 w Wasigny, zm. 21 marca 1958 w Paryżu) – francuski etnolog, założyciel i od 1937 roku dyrektor Musée de l’Homme.
Jest twórcą teorii pacyficznej migracji ludów, które zasiedliły Amerykę Południową. W uzasadnieniu posłużył się wieloma zestawami zbieżności kulturowych, a nawet dowodami z zakresu parazytologii. Żeglarską migrację datował na okres od I w. p.n.e. do V w. n.e.
W 1925 roku Paul Rivet założył Instytut Etnologii (wspólnie z Marcelem Maussem i Lucienem Lévy-Bruhlem), gdzie w profesjonalny sposób prowadzono etnograficzne badania terenowe i akcentowano rolę kontekstu w pozyskiwaniu obiektów do kolekcji muzealnych.
W latach 30. XX wieku Paul Rivet angażował się politycznie, wyrażając sprzeciw wobec rosnącego w siłę faszyzmu, a po klęsce Francji w wojnie z Niemcami w 1940 roku czynnie uczestniczył w działaniach francuskiego ruchu oporu. 

## Dzieła
- z René Verneau, 1921-1922. Ancient Ethnography of Ecuador.
- z H. Arsandaux, 1923. L’orfèvrerie du Chiriquí et de Colombie. Paris: Société des Américanistes de Paris.
- 1923. L’orfèvrerie précolombienne des Antilles, des Guyanes, et du Vénézuéla, dans ses rapports avec l’orfèvrerie et la métallurgie des autres régions américaines. Paris: Au siège de la société des Américanistes de Paris.
- 1943. Los origenes del hombre Americano. México: Cuadernos amerícanos.
- 1954. Cités maya. Paris: A. Guillot.
- z Gisèle Freund, 1954. Mexique précolombien. Neuchâtel: Éditions Ides et calendes.